# ノーサンガー・アビー

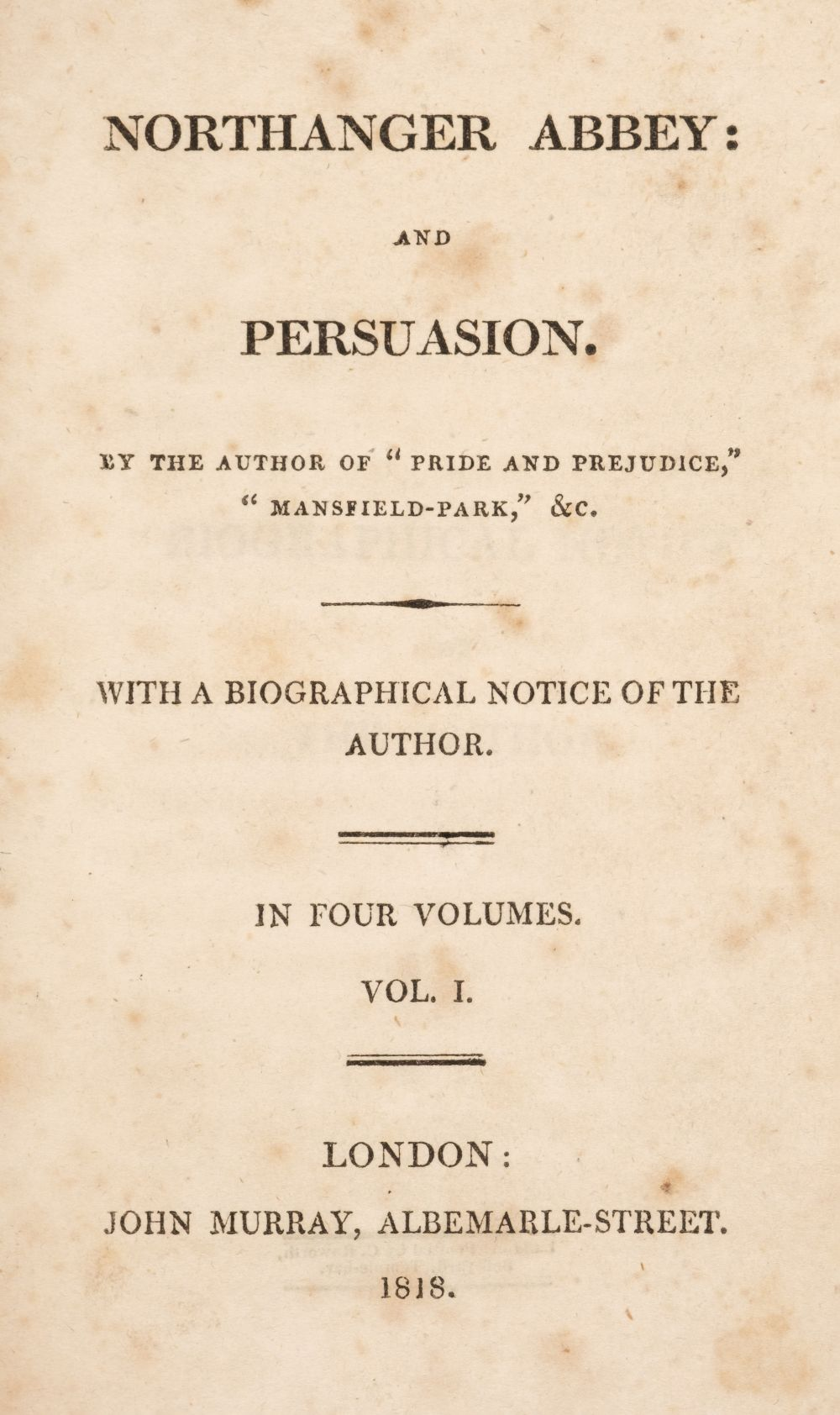

『ノーサンガー・アビー』（Northanger Abbey）は、ジェイン・オースティンによる長編小説。1798年に書き始められ、1817年に『説得』と合本の形で発表された。
訳書の題名表記は『ノーサンガー大邸宅』や『ノーサンガー・アベイ』、さらには『ノーサンガー僧院』というのもあるが、abbeyはもともと大修道院だった建物を払い下げられた貴族や大地主が自らの邸宅として冠した名称なので、「ノーサンガー僧院」は誤訳で『ノーサンガー館』あたりが妥当な表記であろう。

## 概要
『分別と多感』、『高慢と偏見』が先に出版されたが、実質的には本作品が処女作である。カサンドラ・オースティン『覚え書き』によると、『スーザン』（『ノーサンガー・アビー』の当初の題名）は1798年から1799年にかけて執筆されたという。
『ノーサンガー・アビー』は1803年に出版向けに改訂され、同年にロンドンの書店であるクロズビー社に10ポンドで売られたが、クロズビー社はそれを出版しないことにした。クロズビー社は後に、オースティンが既に出版された人気作4作の作者であるとは知らず、兄のヘンリー・オースティンに対して、買い取った価格と同じ価格で売り戻す分には喜んでそうすると表明した。その後さらに改訂され、『説得』とセットの4巻小説の前半2巻として、オースティン没後の1817年12月末（タイトルページには1818年と記載されている）に出版されるに至った。

## あらすじ
リチャード・モーランド牧師の娘キャサリン・モーランドが隣人のアレン夫妻と、イングランド南部の都市バースを訪れることから始まる。そこで新しくできた友達のイザベラ・ソープらと共に、舞踏会に行ったりして過ごす。イザベラの兄で、キャサリンの兄ジェームズの大学の友達でもあるジョンソープに、キャサリンがしつこく迫られていることに気付く。そして社交パーティでヘンリー・ティルニーと知り合い恋に落ちる。ヘンリーの妹であるエレノア・ティルニーとも友達になる。ヘンリーは自身の小説観や、歴史世界についての知識でキャサリンを魅了していく。キャサリンはヘンリーとエレノアの父であるティルニー将軍によって、ヘンリーの実家であるノーサンガー・アビーに招待される。ゴシック小説『ユードルフォの秘密』の愛読者であるキャサリンは、その屋敷はどこか暗く、古めかしく、魅力的な謎に満ちているのだろうと期待する。キャサリンはこの屋敷に関する数々の謎を指摘してヘンリーに披露するが、彼はそれら全てに反論して否定する。屋敷の主人はキャサリンを追い出してヘンリーに彼女と別れるよう言い付けるが、ヘンリーはそれを拒否して彼女の後を追い、彼女と結婚する。

### 詳細なあらすじ
この物語のヒロインである17歳の少女キャサリン・モーランドは、地元フラートンの隣人であるアレン夫妻に、数週間バースを訪れるのに同伴しないかと誘われる。しかし初めは、そうした場所を経験することによる興奮は、彼女が他に多くの友達を持っていないことで削がれた。やがて彼女は舞踏会で魅力的な若い男性、ヘンリー・ティルニーを紹介され、彼とダンスや会話を楽しむ。しかし彼女はその後数日間、彼に会うことはなくなる。その間の彼女の興味はイザベラ・ソープという若い女性と会うことの方に持っていかれる。イザベラは兄のジョン・ソープとキャサリンを結婚させようと画策する。キャサリンはこれには興味がなく、ソープ兄弟とティルニー兄妹の両方との友人関係を維持しようとするが、これは後に様々な誤解を生むことになる。
その間、イザベラはキャサリンの兄であるジェイムズと婚約するが、彼女はジェイムズが、思っていたほどは金持ちではないことに満足しない。舞踏会でジェイムズがいない間に彼女は、ヘンリーの兄であり、勇み肌で魅力的なフレデリック・ティルニーに出会う。そしてイザベラはフレデリックとまもなく浮気を始める。そういうことに疎いキャサリンはイザベラの態度が理解できないが、ヘンリーはそれを非常に良く理解する。その浮気はジェイムズが戻ってきてからも続く。
ヘンリー、エレノア、ティルニー将軍は、自分たちの家であるノーサンガー・アビーで数週間過ごさないかとキャサリンを招待する。多くのゴシック小説を読んだことのあるキャサリンは、ノーサンガー・アビーは大きく、多少ぞっとするようなところに違いないと期待し、ヘンリーも彼女の恐怖を助長してからかう。初めてそこで過ごす夜はとても激しい嵐が吹き荒れる。彼女は寝室で不思議な文書を見つけ、ろうそくの灯りでそれを見ようとするが、突然ろうそくが消えてしまう。翌朝、彼女はその紙を読み、それが単なる洗濯屋用のリストであると気付く。彼女はノーサンガー・アビーが感じの良い屋敷で、全くゴシック風でないことに失望する。しかし、ノーサンガー・アビーには今まで誰も入ったことな不思議な続き部屋があり、キャサリンはそれが9年前に亡くなったティルニー夫人の部屋であると耳にする。キャサリンはその度を超えた想像で、今やティルニー将軍は妻の死に苦しんでいないように見えることから、彼にとって妻はどうでもいい存在だったか、妻に対して冷淡だったに違いないと結論づける。恐らく彼は妻を殺したのだろう。あるいは妻はまだ生きていて、屋敷に監禁しているのかもしれない。
キャサリンはエレノアを説得してティルニー夫人の部屋を案内してもらうが、突然そこにティルニー将軍が現れる。キャサリンは逃げるが、罰せられることは確信する。後にキャサリンはこっそりティルニー夫人の部屋へ戻るも、廊下を通りかかったヘンリーに出くわしてしまう。慌てふためき、ヘンリーに尋ねられたキャサリンは、ティルニー将軍についての自身の推測を認める。ヘンリーはショックを受けたが、驚くべきほど穏やかに、彼女の狂気じみた見解を訂正する。キャサリンは泣きながら立ち去り、ヘンリーが自分とは関わりたくないかもしれないと憂える。ジェームズは、イザベラに欺かれ、彼女がフレデリック・ティルニーと浮気をしたために婚約を破棄したことを、手紙でキャサリンに知らせる。ティルニー兄妹はショックを受け、キャサリンはイザベラに幻滅する。キャサリンはティルニー家で更に数日、楽しい日々を過ごす。将軍がロンドンに行ってからは、エレノアとより一層楽しく過ごす。ある夜、ティルニー将軍が不意に帰宅し、エレノアはキャサリンに、ティルニー家は家族全員に関わる約束があり、キャサリンはもうこれ以上滞在出来ないと告げる。キャサリンは翌朝早くに、お粗末で不親切な移動手段で帰宅せざるを得なくなる。
故郷に帰ったキャサリンは不幸せな気分で過ごす。数日後、ヘンリーが何が起きたのかを説明しに彼女の元を訪れる。ティルニー将軍は、ジョン・ソープ（当時はキャサリンに夢中だった）が、キャサリンは女子相続人であるという誤った情報を伝えたことだけが理由でキャサリンに魅了され、ヘンリーと結婚して欲しいと願っていた。ロンドンで彼はジョン（キャサリンに失望した）に再び遭遇し、ジョンは打って変わって、キャサリンはほとんど貧窮状態にあると言う。ティルニー将軍はキャサリンを追い出すために家に舞い戻る。ヘンリーは父の反対に係わらず、まだキャサリンと結婚したいのだと告げる。結局、エレノアが裕福で爵位のある男性と婚約したために、ティルニー将軍はヘンリーの結婚にも同意し、モーランド家は非常に金持ちではないが、貧窮とは程遠いことも知ることになる。

## 登場人物
キャサリン・モーランド (Catherine Morland)
主人公。ゴシック小説を好む17歳の少女。幼少時代はどことなくおてんば娘のようで、その容姿は語り手によって「魅力的で、よく見える時には、可愛い」と説明されている。経験を欠き、人生をゴシック小説のヒロインであるかのように考えている。人の長所に目がつき、そもそも他人の悪意を意識しない。ジェームズ・モーランドの愛情深い妹である。気立てが良く率直で、周りの人（特にヘンリー）の一貫性のない言動や不誠実な言動に対してよく洞察力のあるコメントをする。そのため無意識に皮肉っぽかったり面白かったりすることを言う。慎ましやかで控えめな性格も見られ、最小限の賛辞を言われるだけで甚だしく幸せになってしまう。キャサリンの性格は物語を通じ、バースでの外の世界を経験しての間違いに学ぶことで、次第に「本当の」ヒロインに近づくにつれて成長していく。キャサリンは時々、ゴシック小説の感覚を現実世界に当てはめてしまうという間違いを犯す。例えば後半部で、ティルニー将軍が妻を殺してしまったのだろうと推測し始めてしまったりする。そしてすぐにゴシック小説はただのフィクションで、常に現実世界と合致するわけではないということを学ぶ。
ヘンリー・ティルニー (Henry Tilney)
20代半ばの博識な聖職者で、裕福なティルニー家の末息子である。物語を通じてキャサリンのロマンチックな興味対象となり、物語が進むにつれ、彼女の気持ちに応じるようになる。皮肉で直観的な性格で、賢くて当意即妙の台詞を言ったり軽い浮気をしたりする癖がある（キャサリンはいつもこれを理解したり、これと同じやり方で報いたり出来ない）が、思いやりがあり（エレノアにとっても良い兄である）、この思いやりのある性向は、キャサリンの繊細で率直な誠実さに惹かれる要因となる。
ジョン・ソープ (John Thorpe)
横柄でひどく自慢好きな男で、まさにキャサリンの好みとは合わないような男。イザベラの兄で、キャサリンに夢中になっている。
イザベラ・ソープ (Isabella Thorpe)
裕福な夫を得るために動き、人を操るのに長ける利己的な女。当時、多くの女性にとって結婚こそが（扶養される未婚の叔母とは対比されるように）自分の家庭と共に自身を確立する唯一の方法であるが、イザベラは「結婚市場」での「掘り出し物」となり得るような財産（富だったり、結婚に至る家族同士の関係だったり）の多くを欠いている。バースに到着した時は知人がいなかったため、キャサリン・モーランドとはすぐに友達になる。さらに、キャサリンがジェームズ・モーランド（実はイザベラが想像したほどの男ではないのだが）の妹であると知ると、二つの家族の関係をより緊密にするためにはなんでもしようとする。
ティルニー将軍 (General Tilney)
フレデリック、ヘンリー、エレノアの3人の子供たちの父親。強迫観念にとりつかれたような性格を持つ、厳格で融通の利かない退役将軍。
エレノア・ティルニー (Eleanor Tilney)
ヘンリーの妹で、バースではほとんど役割を果たさないが、ノーサンガー・アベイではより重要な役割を果たす。キャサリンとヘンリーの双方にとっての便利な付き添い役でもある。従順な娘であり、思いやりのある友達で、可愛い妹だが、父の横暴の元では孤独である。
フレデリック・ティルニー (Frederick Tilney)
ヘンリーの兄で、ノーサンガーの地所の相続人と考えられている。激励したいという可愛い女の子との浮気を続けることを楽しむ、軍の将校である。
アレン氏 (Mr. Allen)
バースに住む裕福な地主で優しい男性。「高慢と偏見」のベネット氏にいくらか似ている。
アレン夫人 (Mrs. Allen)
アレン氏の妻。ファッションにこだわりを持つ。いくぶん間が抜けていて、何でも自分の服やファッションにとりつかれたような観点から物を見る。元の会話に代えて、他の人が言った発言を反復して発する傾向がある。

## テーマ
- 上流社会の込み入った事情や退屈さ、特に配偶者の選択
- 愛のための結婚と財産のための結婚の対立
- ゴシック小説の世界にいるかのような生活と、あらゆるゴシック的な物事（危険と策略に満ちた物事）に取りつかれること
- 人生がフィクションと同じであると信じ込むことの危険性
- 未熟な人間が疑い深い大人になるまでの成長、想像力の喪失、無知と誠実さ
- 物事は初めて見た印象とは異なるということ
- 社会的な批評（礼儀作法のおかしさ）
- ゴシック小説のパロディ、「ゴシック・反ゴシック」の態度

加えて、キャサリンはイザベラのように消極的な影響を及ぼす他者を信頼せず、誠実で独立心の強い人を信頼した方がよいと気付く。それはキャサリンが本当にきちんと個性的に老成し、成長したきっかけとなった悪い経験を通じてこそ、得た教訓である。

## 評価
『ノーサンガー・アビー』は、基本的にはゴシック小説のパロディである。主人公（ヒロイン）を中産階級出身の目立たない平凡な少女に設定し、相手役の男性（ヒーロー）が彼女について熟考する前にヒロインがヒーローに恋をすることを許し、さらにヒロインのロマンチックな懸念や好奇心を根拠がないとしてさらけ出すことによって、オースティンは18世紀の小説の慣行をその冒頭から変えた。「オースティンは他の著作より明らかに喜劇的であり、彼女の両親兄弟が楽しんだであろう多くの文学的引喩を含むこの本を、家族の娯楽（炉端で朗読されるような気楽なパロディの1つ）として始めたのだろう」とオースティンの伝記作家であるクレア・トマリンは推測している。

## 映像化作品
- ノーサンガー・アベイ Northanger Abbey (1987年)
  - イギリスのBBCで1985年から1994年まで放送されていたアンソロジー・ドラマシリーズ Screen Two の一話。
  - 1987年2月15日放送。88分。
  - 製作 - A&Eネットワーク、BBC
  - 監督 - ジルズ・フォスター
  - 脚色 - マッギー・ワデイ
  - 出演
    - キャサリン・シュレシンガー (キャサリン・モーランド役)
    - ピーター・ファース (ヘンリー・ティルニー役)
- ノーサンガー・アベイ Northanger Abbey (2007年)
  - イギリスのITVで放送されたテレビ映画。
  - 2007年3月25日放送。93分。
  - 監督 - ジョン・ジョーンズ
  - 脚色 - アンドリュー・デイヴィス
  - 出演
    - フェリシティ・ジョーンズ (キャサリン・モーランド役)
    - JJ・フィールド (ヘンリー・ティルニー役)

## 主な日本語訳
- 『ノーサンガー・アベイ』 中尾真理訳、キネマ旬報社、1997年／グーテンベルク21（電子書籍、2024年）
- 『ノーサンガー・アビー』 中野康司訳、ちくま文庫、2009年